# SV Großpaschleben
Der SV Großpaschleben war ein Sportverein im deutschen Reich mit Sitz in Großpaschleben, heute ein Ortsteil der Gemeinde Osternienburger Land im Landkreis Anhalt-Bitterfeld in Sachsen-Anhalt.

## Geschichte
Die Fußball-Mannschaft spielte mindestens ab der Saison 1939/40 in der 2. Kreisklasse des Unterkreises Köthen. Zur Saison 1944/45 der Gauliga Mitte wurde die Mannschaft in die den Bezirk Köthen-Bernburg eingruppiert. Durch den fortschreitenden Zweiten Weltkrieg wurde die Spielzeit jedoch nicht zu Ende gespielt. Über ausgetragene Spiele oder Platzierungen der Mannschaft gibt es keine Aufzeichnungen. Nach dem Ende des Krieges wurde der Verein aufgelöst.